# Diospyros tricolor
Diospyros tricolor là một loài thực vật có hoa trong họ Thị. Loài này được (Schumach. & Thonn.) Hiern mô tả khoa học đầu tiên năm 1873.